# Josué Doké
Josué Doké, né le 20 avril 2004 à Lomé, est un footballeur togolais qui joue au poste d'avant-centre au Sporting de Charleroi, dans l'équipe U23, les Zébra Élites, en prêt de la West African Football Academy (en).

## Biographie

### Carrière en club
Passé par le centre de formation Planète Foot au Togo, Doké rejoint ensuite la West African Football Academy (en), qui évolue en Premier League ghanéenne,.
Le 31 janvier 2023, Josué Doké signe un contrat de 6 mois en location avec option d'achat au Sporting de Charleroi, club de Jupiler Pro League. Il s'entraînera avec l'équipe première mais jouera avec l'équipe des Zébra  Élites, l'équipe U23 réserve du club qui joue en Nationale 1, la 3e division belge. Il dispute ses première minutes avec l'équipe A le 19 mars 2023 face à l'Antwerp.

### Carrière en sélection
Doké est appelé une première fois en équipe du Togo par Claude Le Roy en octobre 2020, à l'âge de 16 ans. Il fait ses débuts avec la sélection ouest-africaine le 12 octobre 2020, remplaçant Gilles Sunu à la 79e minute d'un match amical contre le Soudan, qui se solde par un score de un partout,,.